# Хома Михайло Юрійович
Миха́йло Ю́рійович Хома́ — солдат Збройних сил України.

## Нагороди
27 червня 2015 року за особисту мужність і героїзм, виявлені у захисті державного суверенітету та територіальної цілісності України, вірність військовій присязі, нагороджений орденом «За мужність» III ступеня.